# Barrio Santa Cruz, Toluca de Lerdo
Barrio Santa Cruz är en ort i Mexiko.   Den ligger i kommunen Toluca och delstaten Mexiko, i den sydöstra delen av landet, 60 km väster om huvudstaden Mexico City. Barrio Santa Cruz ligger 2 618 meter över havet och antalet invånare är 3 757.
Terrängen runt Barrio Santa Cruz är platt åt nordost, men åt sydväst är den kuperad. Runt Barrio Santa Cruz är det tätbefolkat, med 683 invånare per kvadratkilometer. Närmaste större samhälle är Toluca, 7,1 km söder om Barrio Santa Cruz. Trakten runt Barrio Santa Cruz består till största delen av jordbruksmark.